# Batalla de Gondar
La batalla de Gondar fue una batalla de la Segunda Guerra Mundial que enfrentó a Italia y las fuerzas anglo-etíopes, en la localidad de Gondar, Etiopía, del 10 de mayo al 30 de noviembre de 1941. Representó el acto final de la Campaña de África Oriental.

## Antecedentes
Después de la derrota de las fuerzas italianas en la batalla de Keren el 1 de abril de 1941, el virrey de Etiopía, (Amadeo II de Saboya-Aosta) ordenó a las tropas italianas restantes que organizaran la defensa en tres bastiones: Amba Alagi, Jima, y Gondar. Amba Alagi cayó en mayo y Jimma cayó en julio.
En la capital de Amhara, Gondar, el general Nasi había fortificado desde hace meses la localidad, dividiéndolos en tres guarniciones: Culquaber, Uolchefi y Debra Tabor. Para dichos efectos, la defensa de la ciudad contaba con 13 batallones de soldados italianos, 15 batallones coloniales y unos pocos escuadrones de caballería colonial. En total formaban una fuerza de alrededor de 40.000 hombres. A falta de suministros, las fuerzas italianas fabricaron tanques improvisados con tractores agrícolas que fueron recubiertos con planchas de blindaje.
Al comienzo del asedio británico, las fuerzas aéreas italianas presentes en el área de Gondar y Azozo estaban compuestas por dos cazas Fiat C.R.42 "Falco" y un bombardero Caproni Ca.133.

## Desarrollo

### Ataque británico
El primer ataque británico se desencadenó el 17 de mayo, que condujo rápidamente a la ocupación de Anguavà, la cual fue recapturada por los italianos, gracias a una acción de la brigada del coronel Torelli. En los días siguientes, los británicos, apoyados por guerrilleros etíopes, realizaron ataques en otras áreas. El Batallón Sudanés atacó la guarnición de Celga al oeste de la ciudad, siendo rechazado por los italianos, mientras que en el norte dos ataques de las milicias etíopes contra la guarnición de Uolchefit, siendo igualmente rechazados. En junio la guarnición de Debra Tabor, al mando del coronel Angelini, fue objeto de un ataque aéreo y sus defensas fueron destrozadas, rindiéndose sin luchar, siendo ocupada por las fuerzas etíopes.
La guarnición Uolchefit, en las afueras de la ciudad, estaba compuesta por dos batallones de Camisas Negras al mando del teniente coronel Mario Gonella, resistiendo por largos meses el asedio británico. Las Camisas Negras estaban acompañados por dos grupo, formados por irregulares indígenas etíopes, uno de los cuales era la "Banda Bastiani". Ya desde el 17 de abril, cuando el líder etíope local (el ras Ajaleu Burru) le quitó el apoyo a las tropas italianas, el contingente estaba totalmente cercado. De hecho, el 10 de mayo el teniente coronel Gonella rechazó la petición de rendición efectuada por los británicos. De este modo, fue duramente atacado el día 28, obligando a los italianos a retirarse de su posiciones más avanzadas, abandonando el paso Ciank.
El 22 de junio un contraataque italiano, llevado a cabo con armas blancas por parte de los Camisas Negras y la "Banda Bastiani" llevó a la destrucción de una guarnición anglo-etíope y a la ocupación del paso Ciank. En el curso de esta acción Angelo Bastiani capturó al ras Ajaleu Burrù.
El 19 de julio, el alto mando británico, envió una nueva petición de rendición, la cual fue nuevamente rechazada. En agosto, la 12.ª división británica, al mando del General Charles Fowkes, se sumó al asedió de Uolchefi. Hacia el día 25 de septiembre, los víveres y suministros de la guarnición de Uolchefi se habían agotado por completo. Unos días más tarde, luego de 165 días de batallas, las fuerzas italianas, compuestas por 71 oficiales, 1.560 suboficiales y soldados italianos y 1.450 soldados coloniales, se rendiría a los ingleses, los cuales les prodigaron honores militares. Las bajas italianas de la guarnición Uolchefi ascendieron a 950 hombres.

### La caída de Gondar
El 23 de noviembre los británicos habían entrado a la ciudad, cuya guarnición se había desmantelado debido a que muchos askaris habían desertado. El único caza en condiciones de ser pilotado, un Fiat CR.42 "Falco" comandado por Ildebrando Malavolta, se dirigió a atacar en solitario el campo aéreo británico más cercano, muriendo en el intento.
El 27 de noviembre comenzó el ataque final de los británicos, los cuales se dirigieron inmediatamente sobre el aeródromo de Azoz; Durante aquella mañana ya habían capturado esta localidad y las tropas británicas llegaron al castillo de Fasilides. A las 14.30 horas, el general Guglielmo Nasi envió a Italia un último comunicado: 

"La brigada de reserva, lanzada hacia el frente sur, no logró contener el ataque. El enemigo ya ha pasado el cable y los vehículos blindados han entrado en la ciudad. Consideró agotados todos los medios para una resistencia ulterior y envío parlamentarios."

Poco después, el Cuartel general del alto mando italiano de Gondar, que funcionaba en la sede del Banco de Italia, fue asaltado y este obligado a rendirse. El día 30 depusieron las armas los últimas guarniciones que todavía resistían. El último reducto italiano en el este de África era conquistado por completo por los británicos.
No obstante lo anterior, algunas tropas italianas llevaron a cabo una guerra de guerrillas en los desiertos y bosques de Eritrea y Etiopía hasta la rendición del Gobierno italiano a los Aliados en septiembre de 1943.